# Ray Buchanan
Raymond Louis Buchanan (Chicago, 29 settembre 1971) è un ex giocatore di football americano statunitense che ha militato nel ruolo di cornerback nella National Football League (NFL). Al college giocò a football all'Università di Louisville.

## Carriera
Buchanan fu scelto dagli Indianapolis Colts nel corso del terzo giro (65º assoluto) del Draft NFL 1993, rimanendovi per quattro stagioni. Nel 1997 passò agli Atlanta Falcons in cui in 5 anni non saltò una sola partita come titolare. Nel 1998 fu convocato per il suo primo Pro Bowl dopo avere messo a segno 7 intercetti. Quell'anno, la franchigia raggiunse il primo Super Bowl della sua storia, dove fu sconfitta dai Denver Broncos. L'ultima stagione della carriera, Ray la passò nel 2004 con gli Oakland Raiders, dove giocò tutte le 16 partite come titolare.

## Palmarès

### Franchigia
- National Football Conference Championship: 1

Atlanta Falcons: 1998

### Individuale
- Convocazioni al Pro Bowl: 1

1998
- All-Pro: 2

1994, 1998